# Puchar Świata w narciarstwie dowolnym 2016/2017
Puchar Świata w narciarstwie dowolnym 2016/2017 rozpoczął się 3 września 2016 r. w chilijskim El Colorado, a zakończył 25 marca 2017 w norweskim Voss.
Puchar Świata rozgrywany był w 16 krajach i 32 miastach na 4 kontynentach.
Obrońcami Kryształowej Kuli byli Kanadyjczyk Mikaël Kingsbury wśród mężczyzn oraz Amerykanka Devin Logan. Wśród mężczyzn ponownie triumfował Kingsbury, a wśród kobiet tym razem najlepsza była Britteny Cox z Australii.
Najważniejszą imprezą tego sezonu były mistrzostwa świata w hiszpańskim ośrodku sportów zimowych Sierra Nevada. 10 i 11 oraz 18 lutego w koreańskim ośrodku Bokwang Phoenix Park odbyły się próby przedolimpijskie do Zimowych Igrzysk Olimpijskich 2018.

## Konkurencje
- AE = skoki akrobatyczne
- MO = jazda po muldach
- DM = jazda po muldach podwójnych
- SX = skicross
- HP = Halfpipe
- SS = Slopestyle
- BA = Big Air

## Miejsca zawodów
| MontafonVal ThorensInnichenWatlesArosaSilvaplanaTignesMegèveSeiser AlmFeldberg Miejsca zawodów Pucharu Świata (Alpy) |  | RukaIdreVossMoskwaMińskMediolanMönchengladbachFont Romeu Miejsca zawodów Pucharu Świata (Europa) |  | Blue MountainMammoth MountainSaint-CômeCalgaryDeer ValleyCopper MountainLake Placid Miejsca zawodów Pucharu Świata (Ameryka Północna) |  | ThaiwooPekinBokwangTazawakoSołniecznaja Dolina Miejsca zawodów Pucharu Świata (Azja) |

## Kalendarz i wyniki Pucharu Świata

### Mężczyźni
| Lp.                                                                                     | Data              | Miejscowość         | Dyscyplina | 1. Miejsce                               | 2. Miejsce                               | 3. Miejsce                               |
| --------------------------------------------------------------------------------------- | ----------------- | ------------------- | ---------- | ---------------------------------------- | ---------------------------------------- | ---------------------------------------- |
| 1.                                                                                      | 3 września 2016   | El Colorado         | BA         | Henrik Harlaut                           | Fabian Bösch                             | Luca Schuler                             |
| 2.                                                                                      | 11 listopada 2016 | Mediolan            | BA         | Kai Mahler                               | Øystein Bråten                           | Eirik Sæterøy                            |
| 3.                                                                                      | 2 grudnia 2016    | Mönchengladbach     | BA         | Henrik Harlaut                           | Luca Schuler                             | Eirik Sæterøy                            |
| 4.                                                                                      | 9 grudnia 2016    | Val Thorens         | SX         | Jean Frédéric Chapuis                    | Sylvain Miaillier                        | Victor Öhling Norberg                    |
| 5.                                                                                      | 10 grudnia 2016   | Val Thorens         | SX         | Alex Fiva                                | Brady Leman                              | Viktor Andersson                         |
| 6.                                                                                      | 10 grudnia 2016   | Ruka                | MO         | Mikaël Kingsbury                         | Matt Graham                              | Benjamin Cavet                           |
| 7.                                                                                      | 13 grudnia 2016   | Arosa               | SX         | Romain Détraz                            | Brady Leman                              | Jean Frédéric Chapuis                    |
| 8.                                                                                      | 17 grudnia 2016   | Copper Mountain     | HP         | Kevin Rolland                            | Benoit Valentin                          | Aaron Blunck                             |
| 9.                                                                                      | 17 grudnia 2016   | Montafon            | SX         | Jean Frédéric Chapuis                    | Jonas Devouassoux                        | Marc Bischofberger                       |
| 10.                                                                                     | 17 grudnia 2016   | Pekin               | AE         | Anton Kusznir                            | Qi Guangpu                               | Zhou Hang                                |
| 11.                                                                                     | 18 grudnia 2016   | Pekin               | AE         | Qi Guangpu                               | Liu Zhongqing                            | Wang Xindi                               |
| 12.                                                                                     | 21 grudnia 2016   | Innichen            | SX         | Filip Flisar                             | Tim Hronek                               | Alex Fiva                                |
| 13.                                                                                     | 22 grudnia 2016   | Innichen            | SX         | Filip Flisar                             | Christoph Wahrstötter                    | Arnaud Bovolenta                         |
| 14.                                                                                     | 13 stycznia 2017  | Lake Placid         | MO         | Dmitrij Rejcherd                         | Benjamin Cavet                           | Bradley Wilson                           |
| 15.                                                                                     | 14 stycznia 2017  | Lake Placid         | AE         | Anton Kusznir                            | Mac Bohonnon                             | Maksim Burow                             |
| 16.                                                                                     | 14 stycznia 2017  | Font Romeu          | SS         | McRae Williams                           | Jesper Tjäder                            | Alex Bellemare                           |
| 17.                                                                                     | 14 stycznia 2017  | Watles              | SX         | Armin Niederer                           | Brady Leman                              | Jean Frédéric Chapuis                    |
| 18.                                                                                     | 15 stycznia 2017  | Watles              | SX         | Alex Fiva                                | Brady Leman                              | Armin Niederer                           |
| 19.                                                                                     | 21 stycznia 2017  | Saint-Côme          | MO         | Mikaël Kingsbury                         | Sacha Theocharis                         | Walter Wallberg                          |
| 20.                                                                                     | 22 stycznia 2017  | Megève              | SX         | Zawody przeniesione – 15.01.2017, Watles | Zawody przeniesione – 15.01.2017, Watles | Zawody przeniesione – 15.01.2017, Watles |
| 21.                                                                                     | 28 stycznia 2017  | Seiser Alm          | SS         | Colby Stevenson                          | Colin Wili                               | Russell Henshaw                          |
| 22.                                                                                     | 28 stycznia 2017  | Calgary             | MO         | Matt Graham                              | Mikaël Kingsbury                         | Benjamin Cavet                           |
| 23.                                                                                     | 4 lutego 2017     | Mammoth Mountain    | HP         | Torin Yater-Wallace                      | Gus Kenworthy                            | Taylor Seaton                            |
| 24.                                                                                     | 5 lutego 2017     | Mammoth Mountain    | SS         | Zawody odwołane                          | Zawody odwołane                          | Zawody odwołane                          |
| 25.                                                                                     | 2 lutego 2017     | Deer Valley         | MO         | Mikaël Kingsbury                         | Benjamin Cavet                           | Philippe Marquis                         |
| 26.                                                                                     | 3 lutego 2017     | Deer Valley         | AE         | Qi Guangpu                               | Stanisłau Hładczenko                     | Stanisław Nikitin                        |
| 27.                                                                                     | 4 lutego 2017     | Deer Valley         | DM         | Mikaël Kingsbury                         | Marc-Antoine Gagnon                      | Brodie Summers                           |
| 28.                                                                                     | 4 lutego 2017     | Feldberg            | SX         | Jean Frédéric Chapuis                    | Brady Leman                              | Alex Fiva                                |
| 29.                                                                                     | 5 lutego 2017     | Feldberg            | SX         | Jean Frédéric Chapuis                    | Filip Flisar                             | Alex Fiva                                |
| 30.                                                                                     | 11 lutego 2017    | Québec              | BA         | Kai Mahler                               | Henrik Harlaut                           | Andri Ragettli                           |
| 31.                                                                                     | 12 lutego 2017    | Québec              | SS         | Andri Ragettli                           | James Woods                              | Alex Beaulieu-Marchand                   |
| 32.                                                                                     | 10 lutego 2017    | Bokwang             | AE         | Anton Kusznir                            | Qi Guangpu                               | Mac Bohonnon                             |
| 33.                                                                                     | 11 lutego 2017    | Bokwang             | MO         | Mikaël Kingsbury                         | Dmitrij Rejcherd                         | Philippe Marquis                         |
| 34.                                                                                     | 11 lutego 2017    | Idre                | SX         | Alex Fiva                                | Marc Bischofberger                       | Igor Omielin                             |
| 35.                                                                                     | 12 lutego 2017    | Idre                | SX         | Brady Leman                              | Arnaud Bovolenta                         | Jonas Devouassoux                        |
| 36.                                                                                     | 18 lutego 2017    | Bokwang             | HP         | Torin Yater-Wallace                      | Aaron Blunck                             | Benoit Valentin                          |
| 37.                                                                                     | 18 lutego 2017    | Tazawako            | MO         | Mikaël Kingsbury                         | Philippe Marquis                         | Benjamin Cavet                           |
| 38.                                                                                     | 19 lutego 2017    | Tazawako            | DM         | Mikaël Kingsbury                         | Benjamin Cavet                           | Matt Graham                              |
| 39.                                                                                     | 25 lutego 2017    | Sołniecznaja Dolina | SX         | Arnaud Bovolenta                         | Tim Hronek                               | Daniel Bohnacker                         |
| 40.                                                                                     | 25 lutego 2017    | Mińsk               | AE         | Wang Xindi                               | Qi Guangpu                               | Zhou Hang                                |
| 41.                                                                                     | 25 lutego 2017    | Thaiwoo             | MO         | Mikaël Kingsbury                         | Brodie Summers                           | Matt Graham                              |
| 42.                                                                                     | 26 lutego 2017    | Thaiwoo             | DM         | Mikaël Kingsbury                         | Marco Tadé                               | Bradley Wilson                           |
| 43.                                                                                     | 3 marca 2017      | Silvaplana          | SS         | Alex Bellemare                           | McRae Williams                           | Gus Kenworthy                            |
| 44.                                                                                     | 4 marca 2017      | Moskwa              | AE         | Zhou Hang                                | Maksim Huscik                            | Maksim Burow                             |
| 45.                                                                                     | 5 marca 2017      | Blue Mountain       | SX         | Brady Leman                              | Christopher Del Bosco                    | Filip Flisar                             |
| 46.                                                                                     | 6 marca 2017      | Tignes              | HP         | Alex Ferreira                            | Taylor Seaton                            | Kevin Rolland                            |
| 6 marca – 19 marca 2017 Mistrzostwa Świata w Narciarstwie Dowolnym 2017 – Sierra Nevada |                   |                     |            |                                          |                                          |                                          |
| 47.                                                                                     | 24 marca 2017     | Voss                | BA         | Christian Nummedal                       | Birk Ruud                                | Ferdinand Dahl                           |
| 48.                                                                                     | 25 marca 2017     | Voss                | BA         | Birk Ruud                                | Antoine Adelisse                         | Felix Stridsberg-Usterud                 |

### Kobiety
| Lp.                                                                                     | Data              | Miejscowość         | Dyscyplina | 1. Miejsce                               | 2. Miejsce                               | 3. Miejsce                               |
| --------------------------------------------------------------------------------------- | ----------------- | ------------------- | ---------- | ---------------------------------------- | ---------------------------------------- | ---------------------------------------- |
| 1.                                                                                      | 3 września 2016   | El Colorado         | BA         | Emma Dahlström                           | Giulia Tanno                             | Melanie Kraizel                          |
| 2.                                                                                      | 11 listopada 2016 | Mediolan            | BA         | Lisa Zimmermann                          | Mathilde Gremaud                         | Emma Dahlström                           |
| 3.                                                                                      | 2 grudnia 2016    | Mönchengladbach     | BA         | Silvia Bertagna                          | Emma Dahlström                           | Lisa Zimmermann                          |
| 4.                                                                                      | 9 grudnia 2016    | Val Thorens         | SX         | Marielle Thompson                        | Fanny Smith                              | Sandra Näslund                           |
| 5.                                                                                      | 10 grudnia 2016   | Val Thorens         | SX         | Anna Holmlund                            | Sandra Näslund                           | Daniela Maier                            |
| 6.                                                                                      | 10 grudnia 2016   | Ruka                | MO         | Britteny Cox                             | Perrine Laffont                          | Keaton McCargo                           |
| 7.                                                                                      | 13 grudnia 2016   | Arosa               | SX         | Marielle Thompson                        | Karolina Riemen-Żerebecka                | Ophélie David                            |
| 8.                                                                                      | 17 grudnia 2016   | Copper Mountain     | HP         | Marie Martinod                           | Annalisa Drew                            | Devin Logan                              |
| 9.                                                                                      | 17 grudnia 2016   | Montafon            | SX         | Marielle Thompson                        | Marielle Berger-Sabbatel                 | Heidi Zacher                             |
| 10.                                                                                     | 17 grudnia 2016   | Pekin               | AE         | Xu Mengtao                               | Danielle Scott                           | Lubow Nikitina                           |
| 11.                                                                                     | 18 grudnia 2016   | Pekin               | AE         | Danielle Scott                           | Xu Mengtao                               | Samantha Wells                           |
| 12.                                                                                     | 21 grudnia 2016   | Innichen            | SX         | Heidi Zacher                             | Marielle Thompson                        | Georgia Simmerling                       |
| 13.                                                                                     | 22 grudnia 2016   | Innichen            | SX         | Heidi Zacher                             | Fanny Smith                              | Marielle Berger-Sabbatel                 |
| 14.                                                                                     | 13 stycznia 2017  | Lake Placid         | MO         | Britteny Cox                             | Perrine Laffont                          | Morgan Schild                            |
| 15.                                                                                     | 14 stycznia 2017  | Lake Placid         | AE         | Ashley Caldwell                          | Danielle Scott                           | Kristina Spiridonowa                     |
| 16.                                                                                     | 14 stycznia 2017  | Font Romeu          | SS         | Tess Ledeux                              | Johanne Killi                            | Anouk Purnelle-Faniel                    |
| 17.                                                                                     | 14 stycznia 2017  | Watles              | SX         | Sandra Näslund                           | Georgia Simmerling                       | Heidi Zacher                             |
| 18.                                                                                     | 15 stycznia 2017  | Watles              | SX         | Marielle Thompson                        | Fanny Smith                              | Marielle Berger-Sabbatel                 |
| 19.                                                                                     | 21 stycznia 2017  | Saint-Côme          | MO         | Justine Dufour-Lapointe                  | Andi Naude                               | Chloé Dufour-Lapointe                    |
| 20.                                                                                     | 22 stycznia 2017  | Megève              | SX         | Zawody przeniesione – 15.01.2017, Watles | Zawody przeniesione – 15.01.2017, Watles | Zawody przeniesione – 15.01.2017, Watles |
| 21.                                                                                     | 28 stycznia 2017  | Seiser Alm          | SS         | Sarah Höfflin                            | Coline Ballet-Baz                        | Caroline Claire                          |
| 22.                                                                                     | 28 stycznia 2017  | Calgary             | MO         | Britteny Cox                             | Justine Dufour-Lapointe                  | Chloé Dufour-Lapointe                    |
| 23.                                                                                     | 3 lutego 2017     | Mammoth Mountain    | HP         | Marie Martinod                           | Maddie Bowman                            | Ayana Onozuka                            |
| 24.                                                                                     | 4 lutego 2017     | Mammoth Mountain    | SS         | Maggie Voisin                            | Mathilde Gremaud                         | Johanne Killi                            |
| 25.                                                                                     | 2 lutego 2017     | Deer Valley         | MO         | Morgan Schild                            | Justine Dufour-Lapointe                  | Britteny Cox                             |
| 26.                                                                                     | 3 lutego 2017     | Deer Valley         | AE         | Lydia Lassila                            | Kiley McKinnon                           | Xu Mengtao                               |
| 27.                                                                                     | 4 lutego 2017     | Deer Valley         | DM         | Britteny Cox                             | Andi Naude                               | Jaelin Kauf                              |
| 28.                                                                                     | 4 lutego 2017     | Feldberg            | SX         | Heidi Zacher                             | Fanny Smith                              | Sandra Näslund                           |
| 29.                                                                                     | 5 lutego 2017     | Feldberg            | SX         | Zawody odwołane                          | Zawody odwołane                          | Zawody odwołane                          |
| 30.                                                                                     | 11 lutego 2017    | Québec              | BA         | Mathilde Gremaud                         | Giulia Tanno                             | Sarah Höfflin                            |
| 31.                                                                                     | 12 lutego 2017    | Québec              | SS         | Johanne Killi                            | Sarah Höfflin                            | Giulia Tanno                             |
| 32.                                                                                     | 10 lutego 2017    | Bokwang             | AE         | Xu Mengtao                               | Shen Xiaoxue                             | Yang Yu                                  |
| 33.                                                                                     | 11 lutego 2017    | Bokwang             | MO         | Britteny Cox                             | Justine Dufour-Lapointe                  | Andi Naude                               |
| 34.                                                                                     | 11 lutego 2017    | Idre                | SX         | Sandra Näslund                           | Sami Kennedy-Sim                         | Katrin Ofner                             |
| 35.                                                                                     | 12 lutego 2017    | Idre                | SX         | Marielle Thompson                        | Sandra Näslund                           | Fanny Smith                              |
| 36.                                                                                     | 18 lutego 2017    | Bokwang             | HP         | Marie Martinod                           | Devin Logan                              | Ayana Onozuka                            |
| 37.                                                                                     | 18 lutego 2017    | Tazawako            | MO         | Britteny Cox                             | Perrine Laffont                          | Andi Naude                               |
| 38.                                                                                     | 19 lutego 2017    | Tazawako            | DM         | Jaelin Kauf                              | Julija Gałyszewa                         | Olivia Giaccio                           |
| 39.                                                                                     | 25 lutego 2017    | Sołniecznaja Dolina | SX         | Marielle Thompson                        | Sandra Näslund                           | Ophélie David                            |
| 40.                                                                                     | 25 lutego 2017    | Mińsk               | AE         | Lydia Lassila                            | Danielle Scott                           | Xu Mengtao                               |
| 41.                                                                                     | 25 lutego 2017    | Thaiwoo             | MO         | Perrine Laffont                          | Justine Dufour-Lapointe                  | Britteny Cox                             |
| 42.                                                                                     | 26 lutego 2017    | Thaiwoo             | DM         | Britteny Cox                             | Perrine Laffont                          | Justine Dufour-Lapointe                  |
| 43.                                                                                     | 3 marca 2017      | Silvaplana          | SS         | Isabel Atkin                             | Emma Dahlström                           | Mathilde Gremaud                         |
| 44.                                                                                     | 4 marca 2017      | Moskwa              | AE         | Lydia Lassila                            | Xu Mengtao                               | Laura Peel                               |
| 45.                                                                                     | 5 marca 2017      | Blue Mountain       | SX         | Marielle Thompson                        | Sandra Näslund                           | Fanny Smith                              |
| 46.                                                                                     | 6 marca 2017      | Tignes              | HP         | Cassie Sharpe                            | Ayana Onozuka                            | Marie Martinod                           |
| 6 marca – 19 marca 2017 Mistrzostwa Świata w Narciarstwie Dowolnym 2017 – Sierra Nevada |                   |                     |            |                                          |                                          |                                          |
| 47.                                                                                     | 24 marca 2017     | Voss                | BA         | Emma Dahlström                           | Silvia Bertagna                          | Tora Johansen                            |
| 48.                                                                                     | 25 marca 2017     | Voss                | BA         | Emma Dahlström                           | Silvia Bertagna                          | Kea Kühnel                               |

## Klasyfikacje

### Mężczyźni
| Lp. | Zawodnik              | Punkty |
| --- | --------------------- | ------ |
| 1.  | Mikaël Kingsbury      | 92,73  |
| 2.  | Henrik Harlaut        | 78,80  |
| 3.  | Qi Guangpu            | 62,86  |
| 4.  | Jean Frédéric Chapuis | 54,50  |
| 5.  | Benjamin Cavet        | 52,18  |
| 6.  | Brady Leman           | 51,50  |
| 7.  | Matt Graham           | 50,36  |
| 8.  | Birk Ruud             | 50,20  |
| 9.  | Øystein Bråten        | 48,40  |
| 10. | Kai Mahler            | 48,00  |

| Lp. | Zawodnik           | Punkty |
| --- | ------------------ | ------ |
| 1.  | Qi Guangpu         | 440    |
| 2.  | Mac Bohonnon       | 328    |
| 3.  | Anton Kusznir      | 308    |
| 4.  | Zhou Hang          | 296    |
| 5.  | Maksim Huscik      | 275    |
| 6.  | Christopher Lillis | 260    |
| 7.  | Maksim Burow       | 255    |
| 8.  | Jonathon Lillis    | 200    |
| 9.  | Stanisław Nikitin  | 185    |
| 10. | Alex Bowen         | 178    |

| Lp. | Zawodnik               | Punkty |
| --- | ---------------------- | ------ |
| 1.  | Mikaël Kingsbury       | 1020   |
| 2.  | Benjamin Cavet         | 574    |
| 3.  | Matt Graham            | 554    |
| 4.  | Philippe Marquis       | 499    |
| 5.  | Dmitrij Rejcherd       | 372    |
| 6.  | Troy Murphy            | 302    |
| 7.  | Bradley Wilson         | 287    |
| 8.  | Brodie Summers         | 279    |
| 9.  | Marc-Antoine Gagnon    | 256    |
| 10. | Simon Pouliot-Cavanagh | 238    |

| Lp. | Zawodnik              | Punkty |
| --- | --------------------- | ------ |
| 1.  | Jean Frédéric Chapuis | 763    |
| 2.  | Brady Leman           | 721    |
| 3.  | Alex Fiva             | 639    |
| 4.  | Filip Flisar          | 525    |
| 5.  | Armin Niederer        | 489    |
| 6.  | Marc Bischofberger    | 440    |
| 7.  | Christoph Wahrstötter | 367    |
| 8.  | Kevin Drury           | 359    |
| 9.  | Jonas Devouassoux     | 353    |
| 10. | Viktor Andersson      | 331    |

| Lp. | Zawodnik            | Punkty |
| --- | ------------------- | ------ |
| 1.  | Kevin Rolland       | 239    |
| 2.  | Benoit Valentin     | 235    |
| 3.  | Aaron Blunck        | 219    |
| 4.  | Torin Yater-Wallace | 218    |
| 5.  | Taylor Seaton       | 182    |
| 6.  | Alex Ferreira       | 172    |
| 7.  | Joel Gisler         | 124    |
| 8.  | Noah Bowman         | 118    |
| 9.  | David Wise          | 109    |
| 10. | Gus Kenworthy       | 106    |

| Lp. | Zawodnik         | Punkty |
| --- | ---------------- | ------ |
| 1.  | McRae Williams   | 180    |
| 2.  | Andri Ragettli   | 172    |
| 3.  | Colin Wili       | 144    |
| 4.  | Jesper Tjäder    | 136    |
| 5.  | Teal Harle       | 135    |
| 6.  | Alex Bellemare   | 131    |
| 7.  | James Woods      | 121    |
| 8.  | Russell Henshaw  | 103    |
| 9.  | Colby Stevenson  | 100    |
| 10. | Nicholas Goepper | 95     |

| Lp. | Zawodnik                 | Punkty |
| --- | ------------------------ | ------ |
| 1.  | Henrik Harlaut           | 394    |
| 2.  | Birk Ruud                | 251    |
| 3.  | Øystein Bråten           | 242    |
| 4.  | Kai Mahler               | 240    |
| 5.  | Christian Nummedal       | 229    |
| 6.  | Eirik Sæterøy            | 187    |
| 7.  | Felix Stridsberg-Usterud | 174    |
| 8.  | Luca Schuler             | 166    |
| 9.  | Antoine Adelisse         | 161    |
| 10. | Andri Ragettli           | 155    |

### Kobiety
| Lp. | Zawodniczka               | Punkty |
| --- | ------------------------- | ------ |
| 1.  | Britteny Cox              | 81,27  |
| 2.  | Emma Dahlström            | 75,50  |
| 3.  | Marielle Thompson         | 74,23  |
| 4.  | Marie Martinod            | 72,00  |
| 5.  | Xu Mengtao                | 68,57  |
| 6.  | Danielle Scott            | 63,86  |
| 7.  | Sandra Näslund            | 60,77  |
| 8.  | Perrine Laffont           | 59,55  |
| 9.  | Silvia Bertagna           | 56,00  |
| 10. | Justine Dufour-Lapointe   | 54,18  |
| ... |                           |        |
| 37. | Karolina Riemen-Żerebecka | 30,62  |

| Lp. | Zawodniczka          | Punkty |
| --- | -------------------- | ------ |
| 1.  | Xu Mengtao           | 480    |
| 2.  | Danielle Scott       | 447    |
| 3.  | Lydia Lassila        | 354    |
| 4.  | Shen Xiaoxue         | 240    |
| 5.  | Lubow Nikitina       | 240    |
| 6.  | Laura Peel           | 233    |
| 7.  | Kristina Spiridonowa | 233    |
| 8.  | Aleksandra Orłowa    | 228    |
| 9.  | Kiley McKinnon       | 219    |
| 10. | Ashley Caldwell      | 218    |

| Lp. | Zawodniczka             | Punkty |
| --- | ----------------------- | ------ |
| 1.  | Britteny Cox            | 894    |
| 2.  | Perrine Laffont         | 655    |
| 3.  | Justine Dufour-Lapointe | 596    |
| 4.  | Andi Naude              | 470    |
| 5.  | Chloé Dufour-Lapointe   | 440    |
| 6.  | Keaton McCargo          | 337    |
| 7.  | Jaelin Kauf             | 328    |
| 8.  | Audrey Robichaud        | 315    |
| 9.  | Maxime Dufour-Lapointe  | 271    |
| 10. | Riegina Rachimowa       | 263    |

| Lp. | Zawodniczka               | Punkty |
| --- | ------------------------- | ------ |
| 1.  | Marielle Thompson         | 965    |
| 2.  | Sandra Näslund            | 790    |
| 3.  | Fanny Smith               | 683    |
| 4.  | Heidi Zacher              | 656    |
| 5.  | Ophélie David             | 469    |
| 6.  | Marte Høie Gjefsen        | 443    |
| 7.  | Katrin Ofner              | 411    |
| 8.  | Karolina Riemen-Żerebecka | 398    |
| 9.  | Marielle Berger-Sabbatel  | 388    |
| 10. | Brittany Phelan           | 382    |

| Lp. | Zawodniczka         | Punkty |
| --- | ------------------- | ------ |
| 1.  | Marie Martinod      | 360    |
| 2.  | Ayana Onozuka       | 250    |
| 3.  | Annalisa Drew       | 225    |
| 4.  | Cassie Sharpe       | 185    |
| 5.  | Maddie Bowman       | 156    |
| 6.  | Devin Logan         | 141    |
| 7.  | Brita Sigourney     | 133    |
| 8.  | Sabrina Cakmakli    | 99     |
| 9.  | Rosalind Groenewoud | 96     |
| 10. | Janina Kuzma        | 87     |

| Lp. | Zawodniczka       | Punkty |
| --- | ----------------- | ------ |
| 1.  | Sarah Höfflin     | 281    |
| 2.  | Johanne Killi     | 280    |
| 3.  | Coline Ballet-Baz | 196    |
| 4.  | Isabel Atkin      | 182    |
| 5.  | Emma Dahlström    | 176    |
| 6.  | Mathilde Gremaud  | 172    |
| 7.  | Tess Ledeux       | 166    |
| 8.  | Katie Summerhayes | 162    |
| 9.  | Maggie Voisin     | 158    |
| 10. | Giulia Tanno      | 114    |

| Lp. | Zawodniczka       | Punkty |
| --- | ----------------- | ------ |
| 1.  | Emma Dahlström    | 353    |
| 2.  | Silvia Bertagna   | 280    |
| 3.  | Mathilde Gremaud  | 225    |
| 4.  | Giulia Tanno      | 186    |
| 5.  | Lisa Zimmermann   | 160    |
| 6.  | Sarah Höfflin     | 146    |
| 7.  | Zuzana Stromková  | 109    |
| 8.  | Kea Kühnel        | 106    |
| 9.  | Coline Ballet-Baz | 103    |
| 10. | Katie Summerhayes | 68     |

| Lp. | Państwo           | Punkty |
| --- | ----------------- | ------ |
| 1.  | Kanada            | 7697   |
| 2.  | Francja           | 5757   |
| 3.  | Stany Zjednoczone | 5300   |
| 4.  | Szwajcaria        | 4865   |
| 5.  | Australia         | 3517   |
| 6.  | Szwecja           | 3330   |
| 7.  | Rosja             | 2528   |
| 8.  | Niemcy            | 2464   |
| 9.  | Norwegia          | 2170   |
| 10. | Chiny             | 1813   |
| 11. | Austria           | 1549   |
| 12. | Japonia           | 1150   |
| 13. | Wielka Brytania   | 1108   |
| 14. | Białoruś          | 1052   |
| 15. | Włochy            | 1037   |
| 16. | Kazachstan        | 948    |
| 17. | Nowa Zelandia     | 689    |
| 18. | Korea Południowa  | 575    |
| 19. | Słowenia          | 525    |
| 20. | Finlandia         | 464    |
| 21. | Polska            | 398    |
| 22. | Czechy            | 355    |
| 23. | Chile             | 271    |
| 24. | Słowacja          | 189    |
| 25. | Ukraina           | 179    |
| 26. | Meksyk            | 87     |
| 27. | Holandia          | 73     |
| 28. | Argentyna         | 23     |
| 29. | Andora            | 20     |
| 30. | Dania             | 18     |
| 31. | Węgry             | 16     |
| 32. | Estonia           | 15     |
| 33. | Irlandia          | 10     |